# تشارلي وايت (فنان)
تشارلي وايت (بالإنجليزية: Charlie White)‏ هو فنان أمريكي، ولد في 1972 في فيلادلفيا في الولايات المتحدة.

## وصلات خارجية
- تشارلي وايت على موقع ميوزك برينز (الإنجليزية)